# Nakajima B5N
Nakajima B5N (japanska 中島 B5N, allierat rapportnamn "Kate") var den kejserliga japanska flottans vanligaste hangarfartygsbaserade torpedflygplan under större delen av andra världskriget.
Även om B5N var betydligt snabbare och mer kapabel än sina allierade motsvarigheter, det amerikanska monoplanet Douglas TBD Devastator (den amerikanska flottans första hangarfartygsbaserade monoflygplan helt tillverkat av metall och med ett infällningsbart landningställ) och de brittiska biplanen Fairey Swordfish och Fairey Albacore, var det på väg att bli föråldrat 1941. Trots detta var B5N i drift under hela kriget på grund av den försenade utvecklingen av dess efterföljare, B6N.
I början av Stillahavskriget, när B5N flögs av välutbildade piloter och som en del av välkoordinerade attacker, uppnådde flygplanet framgångar vid Pearl Harbor, Korallhavet, Midway och Santa Cruzöarna.

## Design och utveckling
B5N konstruerades av ett team lett av Katsuji Nakamura som svar på en specifikation från 1935 från flottan om ett torpedflygplan som skulle ersätta Yokosuka B4Y. Projektet tilldelades den interna beteckningen Typ K och vann upphandlingen istället för den konkurrerande Mitsubishi B5M. Den första prototypen flög i januari 1937 och beställdes strax därefter med den fullständiga beteckningen Typ 97 "Hangarfartygs Attack Bombflygplan" (九七式艦上攻撃機) (kyū-nana-shiki kanjō kōgeki-ki).
Striderfarenheterna under det andra kinesisk-japanska kriget avslöjade flera svagheter i den ursprungliga B5N1-designen. Dessa gällde främst det bristande skyddet för besättningen och bränsletankarna. Flottan, som var angelägen om att bibehålla dess höga prestanda, var ovillig att lägga till vikt i form av pansar och försökte i stället skaffa en snabbare version av flygplanet i hopp om att nå en maxhastighet högre än fiendens jaktplan. B5N2 fick en mycket kraftfullare motor - Nakajimas egen Sakae Model 11, 14-cylindriga stjärnmotor, som användes i de första modellerna av Mitsubishi A6M-jaktplanet - och olika ändringar gjordes för att effektivisera den. Även om dess prestanda endast var marginellt bättre och dess svagheter förblev obearbetade, ersatte denna version B5N1 i produktion och tjänst från 1939.

## Utrustning
Navigatören, som också skötte spaning och bombfällning, hade ett typ 90 bombsikte, som var ett långt vertikalt rör placerat längst fram till vänster om sätet. Det fanns också en typ 3-reflektorkompass för exakt navigering som var monterad på toppen av cockpitramen. Radiooperatören/skytten var utrustad med en av de standardiserade radioapparaterna för marinens tresitsiga flygplan (typ 96 Mk3 tidigare och typ 2 Mk3 senare) som monterades framför radiooperatörens/skyttens säte och bakom navigatörens säte.
Radiooperatören/skytten skötte också en rörlig 7,7 mm typ 92-kulspruta i cockpitens bakre ände. En typ 91 torped kunde monteras på ställningarna som var fastsatta till höger under flygplanskroppen. Alternativt kunde ställningarna bytas ut för att bära antingen en 800 kg bomb (t.ex. pansarbrytande bomb typ 99 nr 80) eller två 250 kg bomber (t.ex. landbomb typ 98 nr 25) eller sex 60 kg bomber (t.ex. landbomb typ 2 nr 6). Att byta ut ställningarna och byta mellan torped och bomber var en tidsödande process och kunde ta mer än två timmar att genomföra.
Till en början var de flesta B5N-bombflygplan målade i silver, vilket var den färg som användes i början av det andra kinesisk-japanska kriget. Färgen ändrades så småningom till mörkgrön innan Stillahavskriget inleddes.

## Användning

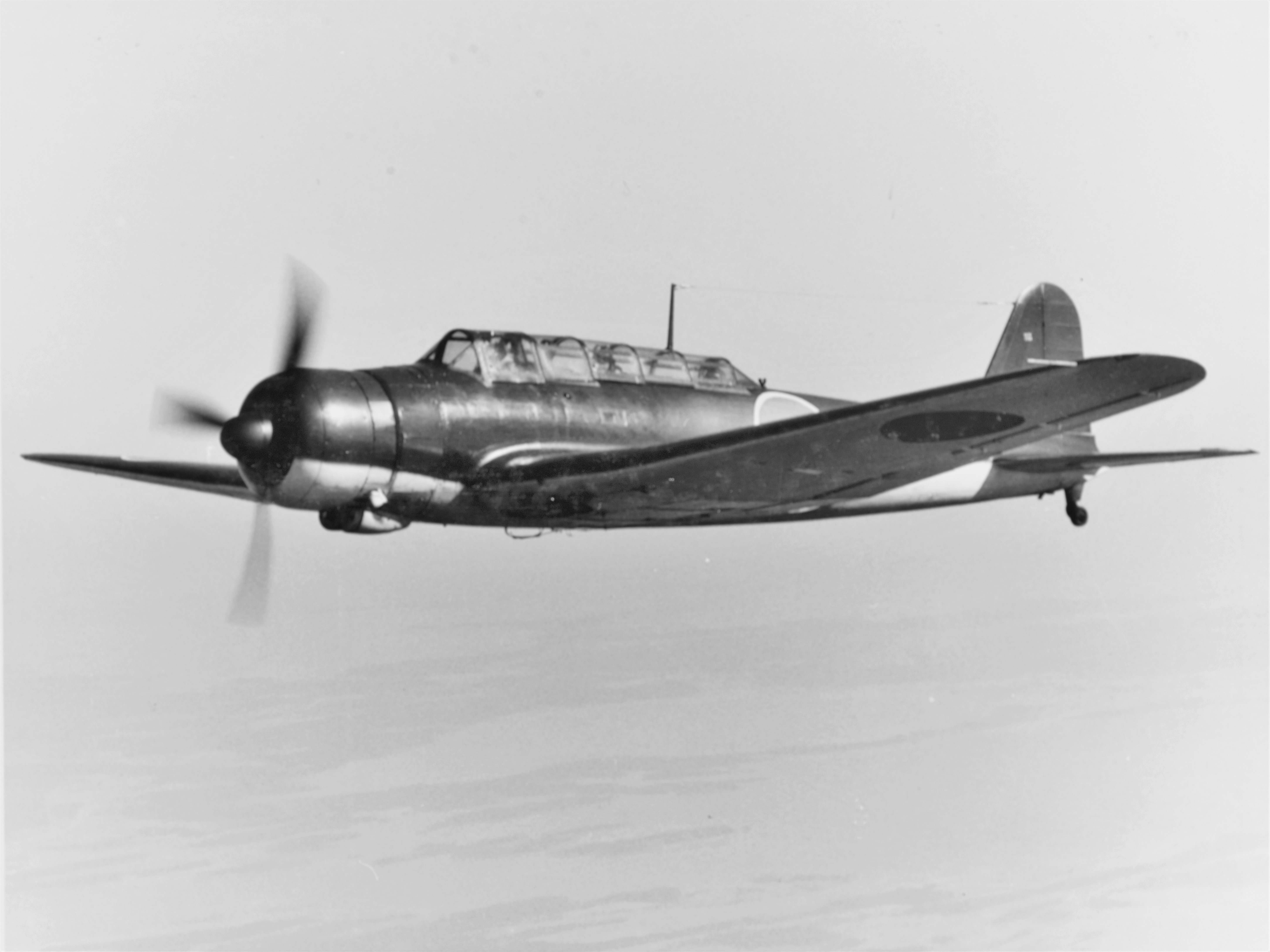
Nakajima B5N2 "Kate".

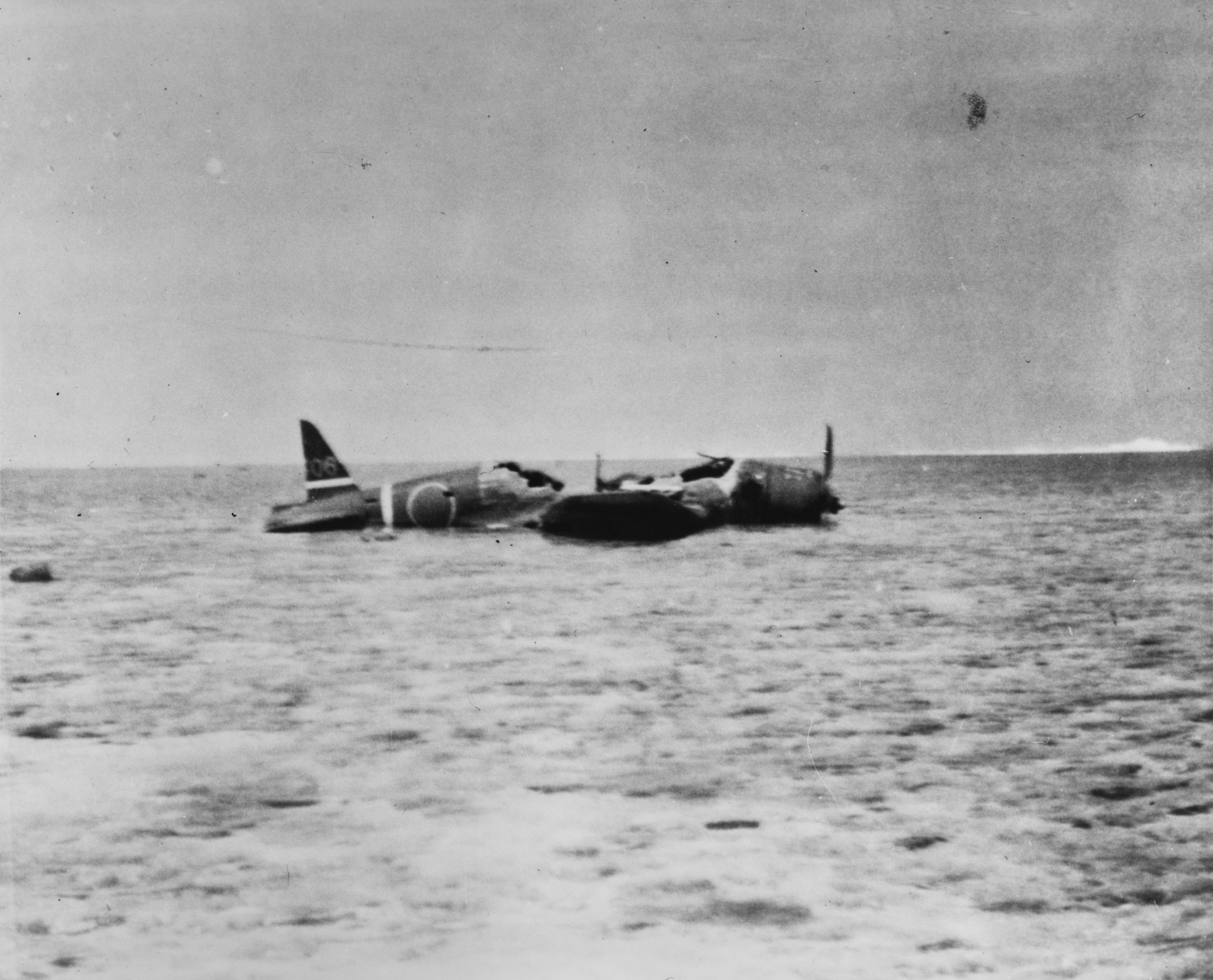
En kraschad Nakajima B5N2 "Kate" från hangarfartyget Shokaku.

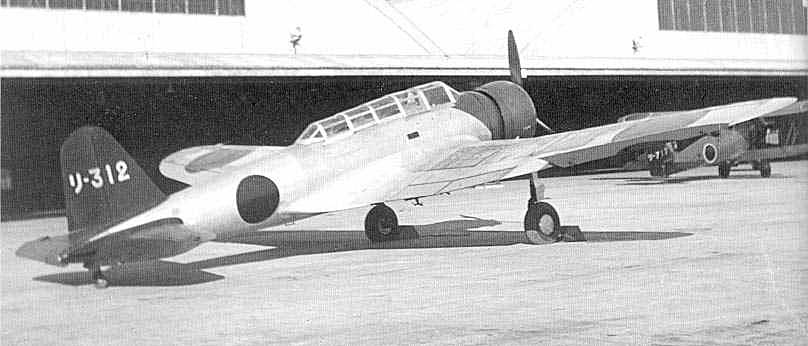
En B5N1 Kate parkerad framför en hangar.

B5N användes i första hand ombord hangarfartyg men ibland också som ett landbaserat bombflygplan. Det hade en besättning på tre personer: pilot, navigatör/observatör och radiooperatör/skytt. Liksom andra flersitsiga flygplan i den japanska flottan kommenderades ett enskilt bombplan av den högst rankade besättningsmedlemmen ombord, vilket kunde vara observatören snarare än piloten.
Den första modellen B5N1 användes för första gången i det andra kinesisk-japanska kriget 1938. Den uppdaterade B5N2 spelade en viktig roll i attacken mot Pearl Harbor. En av B5N2:orna transporterade Mitsuo Fuchida, befälhavaren för attacken, och ett bombflygplan från hangarfartyget Hiryu sänkte slagskeppet Arizona. B5N2-torpedflygplan sänkte även slagskeppen West Virginia, California, Oklahoma och Utah. Fem flygplan sköts ner i den första vågen. Bortsett från denna räd var B5N2:s största framgångar de nyckelroller som de spelade när de sänkte den amerikanska flottans hangarfartyg Lexington i slaget om Korallhavet och Hornet i slaget vid Santa Cruzöarna, samt när de satte Yorktown ur spel i slaget vid Midway, som senare sänktes av den japanska ubåten I-168.
B5N2-torpedflygplan utförde normalt en samordnad attack mot fientliga hangarfartyg tillsammans med Aichi D3A-störtbombplan. I idealfallet skulle störtbombarna hjälpa till att tysta fartygens luftvärnseld, vilket ökade chanserna till framgång för de långsamt flygande torpedflygplanen. Under slaget om östra Solomonöarna försökte den japanska flottan minimera förlusterna för torpedflygplanen och skickade till en början endast störtbombarna för att attackera och lamslå amerikanska hangarfartyg inför det efterföljande torpedangreppet, detta visade sig vara misslyckat eftersom torpedflygplanen inte skickades iväg förrän slaget var över.
B5N låg till grund för en efterföljande konstruktion, B6N, som så småningom ersatte den i aktiv tjänst. B5N fortsatte att flyga i sekundära roller, t.ex. för utbildning, målbogsering och ubåtsjakt. Några av de flygplan som användes för det sistnämnda syftet var utrustade med tidiga radarsystem och magnetometrar. B5N användes också som bombplan under det misslyckade försvaret av Filippinerna i oktober 1944 och led svåra förluster. Senare under kriget användes de för kamikazeattacker.

## Varianter
- Typ K:Prototyp.
- B5N1:Första produktionsmodellen.
- B5N1-K:Många B5N1 konverterades till avancerade utbildningsflygplan.
- B5N2:Föbättrad version.

## Användare
Japanska imperiet
- Kejserliga japanska flottan

## Överlevande exemplar
Ingen av de 1 150 tillverkade B5N:erna överlevde andra världskriget oskadda. Endast två delvis återställda B5N är kända, men ingen av dem är i flygdugligt skick.
Repliker av B5N2:orna tillverkades med hjälp av förlängda skrov från U.S. Canadian Car and Foundry "Harvard" - en variant av skolflygplanet North American T-6 Texan, som modifierades för att föreställa japanska flygplan i filmen Tora! Tora! Tora!, och som sedan dess har använts i ett antal filmer och flyguppvisningar för att föreställa flygplanet.
En B5N2 finns på Wings Museum i Balcombe, West Sussex, Storbritannien. Denna återfanns på Kurilerna av en brittisk privatsamlare 2003.
En B5N presenterades på Pacific Aviation Museum på Honolulu, Hawaii, den 18 april 2016.

Nakajima B5N1.